# 62 Arietis
62 Arietis, som är stjärnans Flamsteed-beteckning, är en ensam stjärna belägen i den norra delen av stjärnbilden Väduren. Den har en  skenbar magnitud på ca 5,52 och är svagt synlig för blotta ögat där ljusföroreningar ej förekommer. Baserat på parallaxmätning inom Hipparcosuppdraget enligt Gaia Data Release 2 på ca 4,7 mas, beräknas den befinna sig på ett avstånd på ca 690 ljusår (ca 211 parsek) från solen. Den rör sig bort från solen med en heliocentrisk radialhastighet av ca 7 km/s.

## Egenskaper
62 Arietis är en gul jättestjärna av spektralklass G5 III, som efter att har förbrukat förrådet av väte i dess kärna nu utvecklas till en jättestjärna och med 96 procent sannolikhet befinner sig på den horisontella jättegrenen. Den har en massa som är ca 3,7 solmassor, en radie som är ca 35 solradier och utsänder ca 533 gånger mera energi än solen från dess fotosfär vid en effektiv temperatur av ca 4 700 K.